# Argyrīs Kampourīs
Argyrīs Kampourīs (in greco Αργύρης Καμπούρης?; Atene, 24 gennaio 1962) è un ex cestista e allenatore di pallacanestro greco.

## Carriera
Con la Grecia ha disputato due edizioni dei Campionati mondiali (1986, 1990) e tre dei Campionati europei (1987, 1989, 1991).

## Palmarès
- Campionato greco: 3

Olympiakos: 1992-93, 1993-94, 1994-95
- Coppa di Grecia: 1

Olympiakos: 1993-94